# Línea 103 (Buenos Aires)
La línea 103 es una línea de colectivos del Área Metropolitana de Buenos Aires. Une Puerto Madero con Tapiales en el Partido de La Matanza.
La empresa operadora de la línea es Transportes Quirno Costa S.A, y su administración está en la calle Los Nogales 1350, de Tapiales.

## Recorrido ESTACIÓN TAPIALES - UCA (Puerto Madero)
En 2016 esta línea, debido a recurrentes robos en la zona de Villa Lugano, debió cambiar parte de su recorrido.
Por otra parte, un cambio en el recorrido de cuatro avenidas porteñas en 2018, hicieron cambiar el recorrido una vez más de la línea.
- - Desde Los Nogales y Altolaguirre por Altolaguirre, Tuyutí, Altolaguirre, Humaitá, Altolaguirre, Av Vélez Sársfield, Pedro de Mendoza, Blanco Encalada, Gral Pedernera, Gral Pintos, Av Int Esteban Crovara, cruce Av Gral Paz, Av Eva Peron, Emilio Mitre, Av Rivadavia, Rosario, Venezuela, Muñiz, Av Belgrano, Av Ing Huergo, Humberto Primo,azopardo,hasta Carlos Calvo,donde finaliza su recorrido.

Regreso
- - Desde Carlos Calvo Entre Azopardo y Av Ing Huergo por Av Ing Huergo, Estados Unidos, Alicia Moreau de Justo, Moreno, Metrobús Paseo Colón, Av La Rabida, Av Rivadavia, Av de Mayo, Santiago del Estero, Moreno, Maza, Av Rivadavia, Del Barco Centenera, Av Juan Bautista Alberdi, Hortiguera, Av Eva Perón, cruce Av Gral Paz, Av Int Esteban Crovara, Cnel Murature, Deán Funes, Gral Pintos, Cabildo, Blanco Encalada, Rosetti, Pedro de Mendoza, Av Vélez Sársfield, Altolaguirre, Humaitá, Altolaguirre, Tuyutí, Altolaguirre hasta Los Nogales.

## Paradas
Las siguientes, son la paradas de la línea 103 en los diversos barrios de la Ciudad Autónoma de Buenos Aires que posee la línea 103:

### Puerto Madero
- Av. Ing Huergo E/ Azopardo y Estados Unidos. Av. Alicia Moreau De Justo y Chile, Av. Alicia Moreau De Justo y Venezuela

### Monserrat
Moreno Y Av. Paseo Colon, Av. de Mayo y Chacabuco, Av. de Mayo y Av. 9 de Julio, Av. de Mayo y Salta, Santiago Del Estero y Adolfo Alsina, Moreno y San José, Moreno y Virrey Cevallos, Moreno y Av. Entre Ríos

### Microcentro
Av. Rivadavia Y Balcarce

### Balvanera
Moreno Y Sarandi, Moreno Y Pichincha, Moreno Y Alberti, Moreno Y Catamarca, Moreno Y Gral. Urquiza, Moreno Y Sánchez De Loria 

### Almagro
Moreno Y Maza, Maza Y Don Bosco, Av. Rivadavia Y Av. Boedo, Av. Rivadavia Y Av. Castro Barros, Av. Rivadavia Y Pringles, Av. Rivadavia Y Av. La Plata

### Caballito
Av. Rivadavia E/ Campichuelo Y F. Balcarce, Av. Rivadavia Y Av. Acoyte, Av. del Barco Centenera Y Rosario, Av. J. B. Alberdi Y Emilio Mitre, Av. J.B. Alberdi Y Hortiguera, Hortiguera Y Av. Pedro Goyena, Hortiguera Y Av. Directorio

### Parque Chacabuco
Hortiguera Y Av. Eva Perón, Av. Eva Perón Y Puan, Av. Eva Perón Y Malvinas Argentinas, Av. Eva Perón Y Davila, Av. Eva Perón Y Av. Carabobo

### Flores
Av. Eva Perón Y Camacua, Av. Eva Perón Y Membrillar, Av. Eva Perón Y Av. Varela, Av. Eva Perón Y Av. San Pedrito, Av. Eva Perón Y Portela

### Parque Avellaneda
Av. Eva Perón Y Mariano Acosta, Av. Eva Perón Y Laguna, Av. Eva Perón Y Fernández, Av. Eva Perón Y La Facultad, Av. Eva Perón Y Dr. Florentino Ameghino, Av. Eva Perón Y White, Av. Eva Perón Y Alejandro Dumas, Av. Eva Perón Y Av. Escalada

### Mataderos
Av. Eva Perón Y Araujo, Av. Eva Perón Y Miralla, Av. Eva Perón Y Fonrouge, Av. Eva Perón Y Av. Larrazabal, Av. Eva Perón Y Murguiondo, Av. Eva Perón Y Av. Lisandro De La Torre, Av. Eva Perón Y Carhue, Av. Eva Perón Y José León Suárez, Av. Eva Perón Y Av. Gral. Paz

### Villa Insuperable
Av. Int. Esteban Crovara Y Vito D. Sabia, Av. Crovara Y Quintana, Av Int. Crovara Y Panamá, Murature Y Av. Crovara, Murature Y Cochabamba • Murature Y Dean Funes, Dean Funes Y Rivera, Gral. Pintos Y Uruguay, Gral. Pintos Y Cabildo

### Villa Madero
Cabildo Y Rivera, Rivera Y Gral. Pedernera, Rivera Y Gral. Pico, Rivera Y Primera Junta, Primera Junta Y Blanco Encalada, Blanco Encalada Y Cnel. Rosetti, Cnel. Rosetti Y Benito Álvarez, Pedro Mendoza Y Av. Vélez Sarsfield, Av. Vélez Sarsfield Y Blanco Encalada, Av. Vélez Sarsfield Y Mariquita Thompson, Av. Vélez Sarsfield Y Caaguazú, Av. Vélez Sarsfield Y Junín, Av. Vélez Sarsfield Y Culpina, Av. Vélez Sarsfield Y Av. Gral. San Martín, Av. Vélez Sarsfield Y Calla, Av. Vélez Sarsfield Y Av. Boulogne Sur Mer, M. Altolaguirre Y Tuyuti y M. Altolaguirre Y Curapaligüe

## Siniestros
- Mayo de 2013: los choferes de la línea hacen paro, debido a la inseguridad reinante.[4]
- Agosto de 2018: incendio de una unidad en inmediaciones de Plaza de Mayo[5]